# Jaenal Ichwan
Jaenal Ichwan (Banyuwangi, 1º maggio 1977) è un ex calciatore indonesiano, di ruolo attaccante.

## Carriera

### Club
Ha sempre giocato nel campionato indonesiano.

### Nazionale
Con la maglia della nazionale ha partecipato alla Coppa d'Asia 2004.